# Aleksander Brückner
Aleksander Brückner (n. 29 ianuarie 1856, Brzeżany, d. 24 mai 1939, Berlin) a fost un profesor polonez, filolog și slavist, istoric de literatură și cultură polonă.

## Biografie
S-a născut într-o familie de trei generații asimilată și stabilită în Brzeżany, iar mai devreme în Stryj, aparținând unui ofițer de taxe, Aleksandr Marian Brückner. A studiat în Lvov, iar stagiul de cercetare și l-a făcut în Lipsk, Berlin și Viena cu slaviști de renume: Leskien, Jagici, Miklosich. Și-a inceput doctoratul în 1876, iar titlul de doctor l-a obținut la Universitatea din Viena în 1878 cu teza de dizertație „Die slavischen Aussiedlungen in der Altmark und im Magdeburgischen“. A fost doctor docent al Universității din Lvov.
În 1881 a primit funcția de profesor succesor lui Jagici la catedra de slavistică din Berlin. La Universitatea din Berlin a predat până în 1924. În 1889/1890 Brückner a descoperit „Predicile cruciaților” în Biblioteca din Petersburg, pe care le-a editat într-un volum și publicat.
Înafară de asta Brückner a creat moștenirea literară pe la sfârșitul secolului XIX după poetul baroc Wacław Potocki. După primul război mondial din 1924 conducerea universității i-a adus retragerea profesorului Brückner. În 1933 a primit din partea societății poloneze Medalia de aur pentru serviciile aduse.
A fost membru al Academiei de Arte și Științe, al Academiei de Artă din Petersburg și al Asociației Știință din Lvov.  În 1929 Universitatea din Varșovia i-a acordat titlul de doctor honoris causa. În 1935 a primit Laurii de aur ai Academiei și ai Academiei de Literatură Polonă. La initiațiativa profesorului UJ Tadeusz Ulewicz, o placă comemoratoare a celui mai faimos istoric de literatură și lingvistică a fost plasată în cripta de distincție din Biserica Skałka.

## Publicații mai importante
- Geschichte der polnischen Literatur (1901)
- Istoria literaturii polone (t. 1 i 2, 1903)[5]
- Lituania antică. Oameni si zei. Schițe istorice și mitologice ( 1904, reeditată 1985)
- Istoria literaturii ruse (1905)
- Mikolaj Rej si polonezi disidenti (1906)
- Istoria limbii polone ( 1906)
- Principiile etimologiei slave (1917)
- Mitologia slavă (1918, reeditata: 1980)
- Mitologia polonă (1924; reeditata: 1980)
- Dicționar etimologic de limba polonă (1926-1927)
- Istoria culturii polone (t. 1-4, 1930-1932; 1991)
- Enciclopedia polonei vechi(t.1-2, 1937-1939; reprint: 1990); alegere ilustrații Karol Estreicher jr

## Bibliografia
- Asociația de Știință în Lvov (copie din raportul TN anual XVII 1937, caiet III. lwow.com.pl. [acces 3 mai 2011].
- Doctorate HC. uw.edu.pl. [acces 21 februarie 2011].
- Anualul polonez al Academiei de Literatură, Varșovia 1937, s. 255.
- Aleksander Brückner, istoric de cultură și literatură. Fundația națională Panteon din Skałka. [acces 3 mai 2011].
- Kujawsko-pomorska Biblioteka Cyfrowa: Istoria literaturii polone în schiță tom 1, tom 2.
- Władysław Berbelicki: Aleksander Brückner. 1856-1939, Warszawa 1989
- Witold Kosny (red.): Aleksander Brückner, ein polnischer Slavist in Berlin, Wiesbaden 1991, ISBN 3-447-03204-9
- Alicja Nagórko (red.): Aleksander Brückner zum 60. Todestag. Beiträge der Berliner Tagung 1999, Frankfurt am Main 2001, ISBN 3-631-37433-X